# Dirigisme
Dirigisme är ett begrepp inom framför allt fransk politik, med betoning på statliga ingrepp i ekonomin. Termen har varit brett använd sedan Charles de Gaulles regeringstid. Hans politik, gaullismen, avvisade både kommunism och kapitalism, vilket kommit att överbrygga klyftan mellan den förment högerorienterade gaullismen och det sedermera starka Socialistpartiet. Begreppet nyaktualiserades genom valet av gaullisten Jacques Chirac (tidigare minister under de Gaulle) till presidentposten 1995. Fastän ej uttalad socialist hade Chirac lovat överbrygga de ekonomiska klyftorna i Frankrike som vidgats under François Mitterrands mer pragmatiska ekonomiska politik.
Jämför etatism.